# Liste der Monuments historiques in Bouzancourt
Die Liste der Monuments historiques in Bouzancourt führt die Monuments historiques in der französischen Gemeinde Bouzancourt auf.

## Liste der Objekte
| Bezeichnung                | Beschreibung                                                                          | Standort                                | Kennzeichnung | Schutzstatus | Datum | Bild |
| -------------------------- | ------------------------------------------------------------------------------------- | --------------------------------------- | ------------- | ------------ | ----- | ---- |
| Hauptaltar                 | Altartisch und Retabel; Holz, farbig gefasst und vergoldet, Ende des 18. Jahrhunderts | in der Kirche St-Pierre-ès-Liens (Lage) | PM52000149    | Classé       | 1982  |      |
| Kruzifix                   | Holz, farbig gefasst, 16. Jahrhundert                                                 | in der Kirche St-Pierre-ès-Liens (Lage) | PM52001514    | Inscrit      | 1982  |      |
| Skulptur Heiliger Antonius | Stein, farbig gefasst, 16. Jahrhundert                                                | in der Kirche St-Pierre-ès-Liens (Lage) | PM52000148    | Classé       | 1965  |      |